# آلسفلد
آلسفلد (بالألمانية: Alsfeld) هي بلدة، مدينة منتجع ‏، مدينة و بلدة ألمانية تقع في ألمانيا في Vogelsbergkreis. يقدر عدد سكانها بـ 16,240 نسمة .

## المدن التوأمة
مدن Amstetten، New Mills، Nakskov، شافيل ‏ و سبيشسكا نوفا فيس هي مدن توأمة لـآلسفلد.

## أعلام
- كارل كوش
- بيتر غروس
- جيرد لودفيغ
- هني كوش
- كارل فايزر